# Martillo mecánico

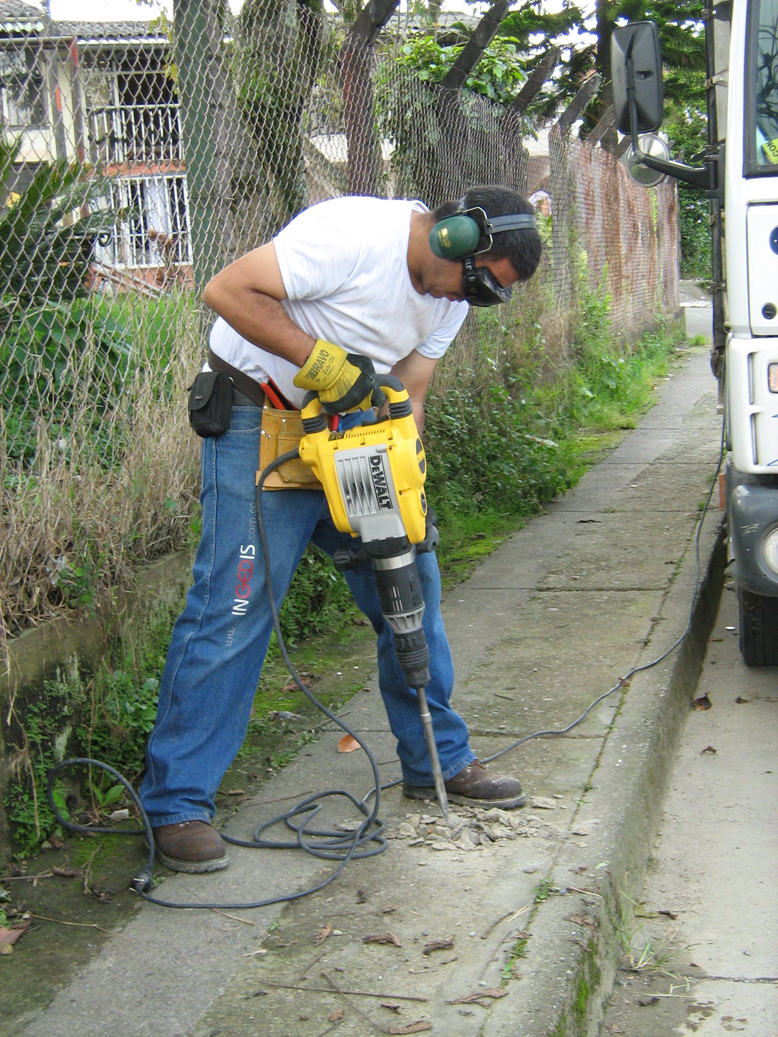
Instalación de Señales Viales en Pereira - Colombia. 21 de diciembre de 2008.

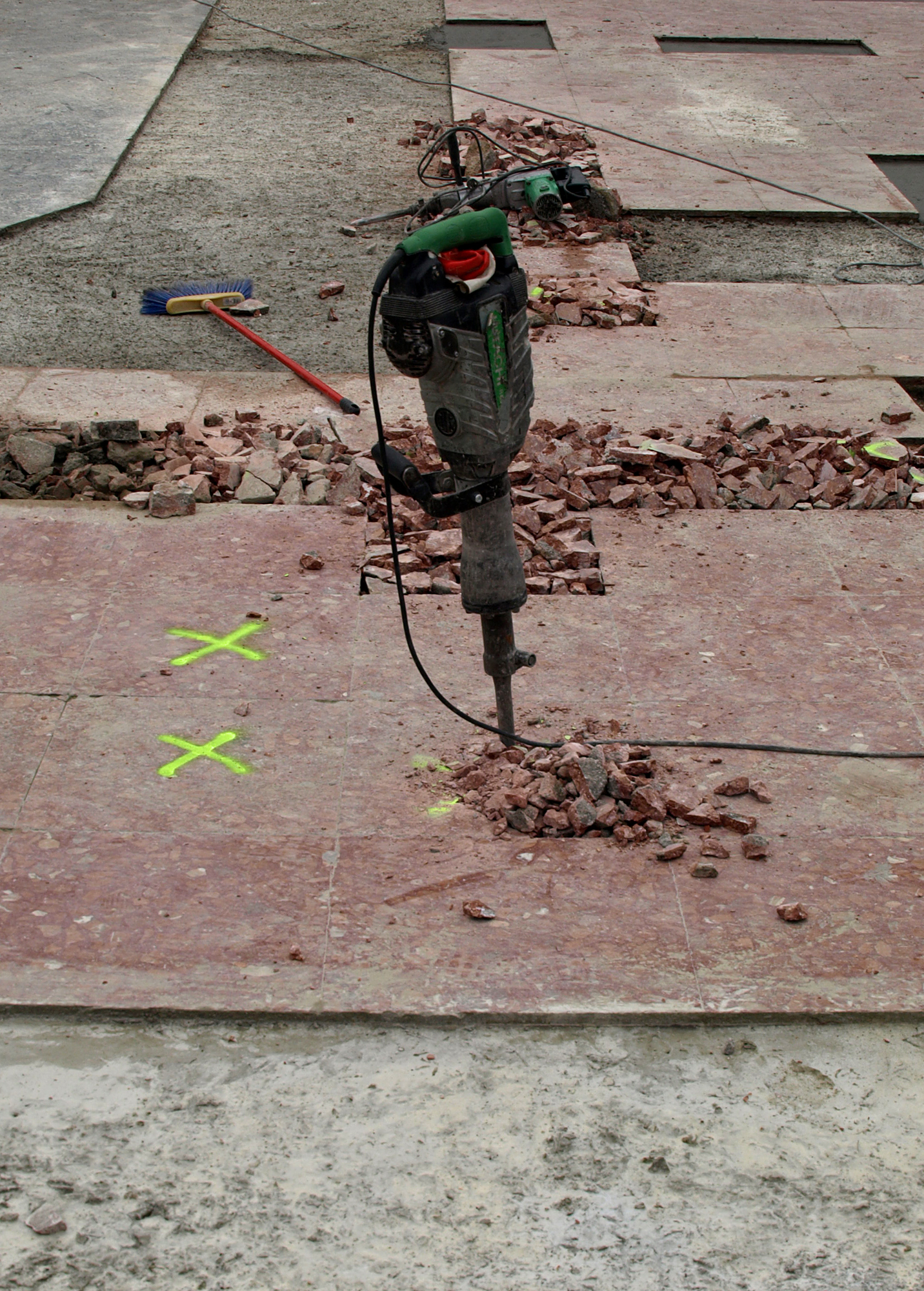
Martillo rompepavimentos en la Plaza Cataluña de Barcelona.

Un martillo mecánico, también denominado martillo neumático, martillo rompepavimento, patilladora o demoledora de pavimentos, es una máquina, generalmente de uso profesional, para poder realizar agujeros de grandes dimensiones o demoler construcciones de diversa índole. Existen tres tipos: neumáticos, hidráulicos y eléctricos.

## Efectos de su uso sobre la salud
El ruido que ocasionan, que puede llegar a los 100 decibelios a dos metros, constituye un riesgo de pérdida auditiva por uso continuado. El síntoma principal es el tinnitus. En el caso de que sea un martillo manual, el operario debe llevar orejeras antirruido de seguridad. El otro riesgo consiste en posibles fallos circulatorios en las manos y hombros si se está expuesto mucho rato al mismo, sobre todo en los dedos, debido a las continuas vibraciones a las que estas se ven sometidas.

## Martillos neumáticos
El martillo neumático es un taladro percutor portátil que basa su funcionamiento en mecanismos de aire comprimido. Realmente funciona como un martillo, pues no agujerea, sino que percute la superficie con objeto de romperla en trozos.
Sus partes principales son:
- La empuñadura. Con válvula de mando de aire y a la que se conecta la manguera.
- El distribuidor. Regula el mando de aire y lo envía por uno y otro lado del émbolo
- El cilindro. En el que se localiza y por el que se desplaza el émbolo, que golpea la cabeza de la herramienta situada en el extremo inferior del martillo y con la que se está trabajando.

Su uso sobre superficies verticales (v. gr. paredes) no es práctico: resulta difícil mantener en posición horizontal el aparato, de masa generalmente elevada, y se pierde la ventaja de que su propio peso lo mantenga apoyado.
Suele ser manejado por una sola persona. La fuente de poder es un equipo compresor, independiente, capaz de suministrar un volumen de aire comprimido adecuado a la herramienta.

## Martillos hidráulicos
Un martillo hidráulico se basa en los mismos principios que un martillo neumático, pero se acciona a través de un fluido especial, denominado "fluido hidráulico», que circula a presiones elevadas. Suele ser de grandes dimensiones, y generalmente debe acoplarse a una excavadora o tractor.
Se emplean ampliamente en construcción y demolición. También se usan en minería, pues se pueden operar en paredes verticales y se recomiendan ampliamente por el margen de seguridad que proporcionan.

## Historia
Los martillos neumáticos se desarrollaron en respuesta a las necesidades de la minería, canteras, excavaciones y túneles. Un martillo neumático fue propuesto por C. Brunton en 1844. El primer «martillo de percusión» fue hecho en 1848 y patentado en 1849 por Jonathan J. Couch de Filadelfia, Pensilvania. En este martillo, la broca pasaba a través del pistón de una máquina de vapor. El pistón enganchaba la broca y la lanzaba contra la roca. Era un modelo experimental. En 1849, el ayudante de Couch, Joseph W. Fowle, depositó una advertencia de patente para un martillo de percusión de su propio diseño. En el martillo de Fowle, la broca estaba conectada directamente al pistón en el cilindro de vapor; específicamente, la broca estaba conectada a la cruceta del pistón. El martillo tenía también un mecanismo para hacer girar la broca alrededor de su eje entre golpes y para avanzar el martillo a medida que el agujero se profundizaba. En 1850 o 1851, Fowle ya usaba aire comprimido para alimentar su taladro, convirtiéndolo en el primer martillo neumático verdadero.
La demanda de martillos neumáticos fue impulsada especialmente por mineros y tuneladores, porque las máquinas de vapor necesitaban fuego para operar y la ventilación en las minas y túneles era inadecuada para ventilar los humos de dichos fuegos; tampoco había manera de transportar vapor a largas distancias (por ejemplo, desde la superficie hasta el fondo de una mina); y en las minas y túneles ocasionalmente había gases explosivos inflamables como el metano. Por el contrario, el aire comprimido podría ser transportado a largas distancias sin perder su energía, y después de que el aire comprimido se hubiese utilizado para alimentar el equipo, podía ventilar la mina o túnel.
En Europa, desde finales de la década de 1840, el rey de Cerdeña, Carlo Alberto, contemplaba la excavación de un túnel de 12 kilómetros por el monte Fréjus para crear una conexión ferroviaria entre Italia y Francia que cruzaría su reino. La necesidad de un martillo mecánico de roca era obvia y esto provocó la investigación en tales martillos en Europa. Un francés, Cavé, diseñó, y en 1851 patentó, un martillo de roca que utilizó aire comprimido; pero el aire tenía que ser admitido manualmente en el cilindro durante cada golpe, por lo que no tuvo éxito. En 1854, en Inglaterra, Thomas Bartlett hizo y luego patentó (1855) un martillo de roca cuya broca estaba conectada directamente al pistón de un motor de vapor En 1855 Bartlett mostró su martillo, accionado por aire comprimido, a los oficiales del Proyecto de túnel del monte Fréjus.  (En 1855, un alemán, Schumann, inventó un taladro de roca neumático similar en Friburgo, Alemania.) El martillo de Bartlett fue refinado por el ingeniero  Germain Sommeiller (1815-1871) y sus colegas, Grandis y Grattoni, en 1861. A partir de entonces, muchos inventores refinaron el taladro neumático.